# Municipio de Warsaw (Pensilvania)
El municipio de Warsaw (en inglés: Warsaw Township) es un municipio ubicado en el condado de Jefferson en el estado estadounidense de Pensilvania. En el año 2000 tenía una población de 1.346 habitantes y una densidad poblacional de 10.1 personas por km².

## Geografía
El municipio de Warsaw se encuentra ubicado en las coordenadas 41°12′00″N 78°56′59″O / 41.20000, -78.94972.

## Demografía
Según la Oficina del Censo en 2000 los ingresos medios por hogar en la localidad eran de $32,917 y los ingresos medios por familia eran de $39,438. Los hombres tenían unos ingresos medios de $26,927 frente a los $18,971 para las mujeres. La renta per cápita de la localidad era de $14,487. Alrededor del 9,4% de la población estaba por debajo del umbral de pobreza.